# Ганнелл, Салли
Салли Джейн Дженет Ганнелл-Бигг (англ. Sally Jane Janet Gunnell-Bigg; род. 29 июля 1966, Чигвелл, Эссекс) — британская легкоатлетка, специалистка по барьерному бегу и спринту. Выступала за сборные Англии и Великобритании по лёгкой атлетике в 1980-х и 1990-х годах, чемпионка летних Олимпийских игр в Барселоне, чемпионка мира и Европы, бывшая рекордсменка мира в беге на 400 метров с барьерами.

## Биография
Салли Ганнелл родилась 29 июля 1966 года в городке Чигуэлл графства Эссекс, Англия. Детство провела на семейной ферме, посещала местную старшую школу.
Заниматься лёгкой атлетикой начала в лондонском женском клубе Woodford Green, первое время специализировалась на прыжках в длину и многоборьях, но позже сделала акцент на беге с барьерами.
Впервые заявила о себе на международном уровне в сезоне 1983 года, когда вошла в состав британской национальной сборной и выступила на юниорском мировом первенстве в Швехате, где заняла в зачёте семиборья 13-е место.
В 1984 году установила рекорд Великобритании среди юниорок в беге на 100 метров с барьерами, имела достаточно высокий результат в семиборье (5680), рассматривалась в качестве кандидатки на участие в летних Олимпийских играх в Лос-Анджелесе.
Начиная с 1986 года Ганнелл доминировала на первенствах Англии и Великобритании в барьерном беге, неизменно входила в основной состав национальной сборной, в частности в этом сезоне в беге на 100 метров с барьерами она одержала победу на Играх Содружества в Эдинбурге, выступила на чемпионате Европы в Штутгарте.
На чемпионате мира 1987 года в Риме в барьерном беге на 100 метров дошла до стадии полуфиналов.
В 1988 году была четвёртой в беге на 400 метров на чемпионате Европы в помещении в Будапеште. Благодаря череде удачных выступлений удостоилась права защищать честь страны на летних Олимпийских играх в Сеуле — дошла до стадии полуфиналов в барьерном беге на 100 метров, стала пятой в барьерном беге на 400 метров и шестой в эстафете 4 × 400 метров.
В 1989 году в беге на 400 метров победила на чемпионате Европы в помещении в Гааге и финишировала шестой на чемпионате мира в помещении в Будапеште. Взяла бронзу в беге на 400 метров с барьерами на Кубке мира в Барселоне.
В 1990 году получила две золотые и серебряную награды на Играх Содружества в Окленде, была четвёртой в 400-метровой дисциплине на чемпионате Европы в помещении в Глазго, выиграла бронзовую медаль в эстафете 4 × 400 метров на чемпионате Европы в Сплите.
На чемпионате мира 1991 года в Токио получила серебро в беге на 400 метров с барьерами и стала четвёртой в эстафете 4 × 400 метров.
Находясь в числе лидеров британской национальной сборной, благополучно прошла отбор на Олимпийские игры 1992 года в Барселоне. Здесь в барьерном беге на 400 метров превзошла всех своих соперниц и завоевала золотую олимпийскую медаль, тогда как в эстафете 4 × 400 метров стала бронзовой призёркой.
В 1993 году с мировым рекордом 52,74 выиграла бег на 400 метров с барьерами на чемпионате мира в Штутгарте, став также бронзовой призёркой в эстафете 4 × 400 метров. По итогам сезона была признана лучшей легкоатлеткой Европы и лучшей спортсменкой мира по версии IAAF, награждена орденом Британской империи.
В 1994 году была лучшей в барьерном беге на чемпионате Европы в Хельсинки, выиграла по две золотые медали на Играх Содружества в Виктории и на Кубке мира в Лондоне, отметилась победой на Играх доброй воли в Санкт-Петербурге.
Сезон 1995 года практически полностью пропустила из-за травмы ахиллова сухожилия, но в 1996 году и вернулась и приняла участие в Олимпийских играх в Атланте. На сей раз на стадии полуфиналов вынуждена была отказаться от борьбы за медали по причине обострившейся старой травмы.
После атлантской Олимпиады Ганнелл ещё в течение некоторого времени оставалась действующей спортсменкой и продолжала участвовать в крупнейших международных стартах. Так, в 1997 году на чемпионате мира в помещении в Париже она бежала 400 метров, не сумев преодолеть предварительный квалификационный этап, и стала шестой в эстафете 4 × 400 метров. На чемпионате мира в Афинах у неё вновь обострилась травма ахиллова сухожилия, в результате чего она снялась с соревнований перед полуфинальным забегом с барьерами на 400 метров. На этом её спортивная карьера подошла к концу.
За выдающиеся спортивные достижения в 1998 году была возведена в офицеры ордена Британской империи.
Впоследствии в течение многих лет работала на телевидении, была телеведущей Би-би-си, в качестве почётного гостя неоднократно принимала участие в различных развлекательных телепередачах. Замужем, имеет троих сыновей.